# Accademia degli Oziosi (Napoli)

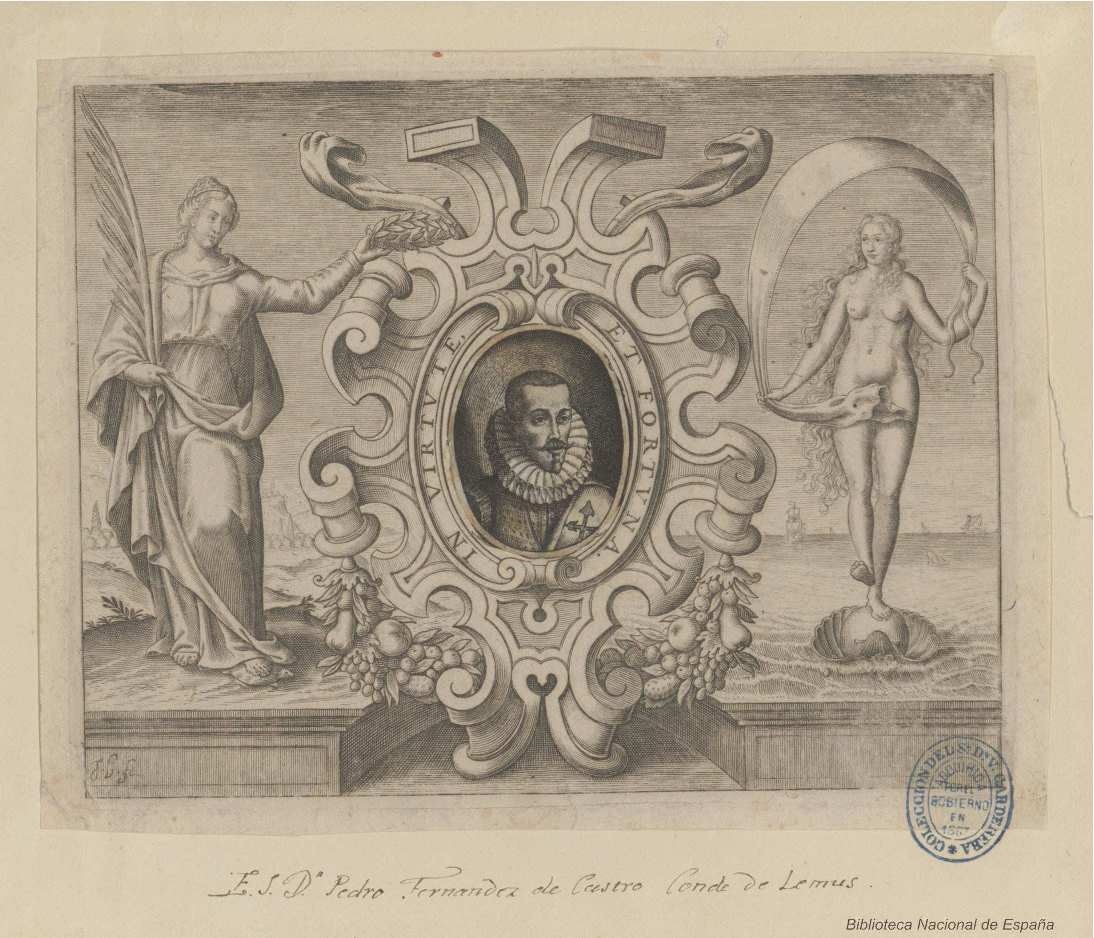
Pedro Fernández de Castro, conte di Lemos, protettore dell'Accademia degli Oziosi. Calcografia firmata J.B. fe., Biblioteca Nacional de España.

L'Accademia degli Oziosi è stata un'istituzione culturale, in particolare letteraria, attiva a Napoli nel corso del XVII secolo.

## Storia
Fondata il 3 maggio 1611, si radunava nel chiostro della chiesa di Santa Maria a Caponapoli, luogo dove tennero le proprie sedute i maggiori intellettuali napoletani e spagnoli della prima metà del Seicento, fra i quali Francisco de Quevedo.
Alla sua fondazione, voluta da Giovanni Battista Manso, in presenza di Pedro Fernández de Castro, viceré di Napoli, parteciparono Giovanni Andrea Di Paolo, Francesco De Pietri, Giovanni Battista della Porta, Giulio Cesare Capaccio e Giambattista Basile. Rosario Villari considera l’Accademia degli Oziosi, di cui era membro Antonio Basso, uno dei più influenti ed intransigenti esponenti dello schieramento repubblicano, il laboratorio politico e culturale della Rivoluzione del 1647-48..Vi aderì anche l'accademico Giovanni Pietro d'Alessandro (autore dell'opera Dimostrazione dei luoghi tolti ed imitati di più autori dal Sig. Torquato Tasso nel Goffredo ovvero Gerusalemme Liberata).
Aveva come motto «Non pigra quies», e come emblema, presente come marca editoriale in alcune pubblicazioni, un'aquila sormontata da una corona e da un angelo.
I suoi membri si dicevano «oziosi» nel senso latino del termine otium, cioè «uomini di svago», forse come i membri della precedente Accademia dei Segreti fondata da Giambattista Della Porta intorno al 1560 ma che aveva avuto vita breve.
La sua attività editoriale è attestata con continuità fino al 1700, attraverso la pubblicazione delle opere dei suoi membri, fra le quali quelle di Torquato Accetto e di Tommaso Campanella e del duca Gio.Giuseppe d'Alessandro.
Nel 1733, l'Accademia fu rifondata, per volontà del Consiglio Collaterale, organo politico e giurisdizionale del vicereame di Napoli, come contraltare dell'Accademia delle scienze di Celestino Galiani, che si ispirava alla filosofia empirista di John Locke. Paolo Mattia Doria fu nominato censore dell'Accademia.